# Neil Abercrombie

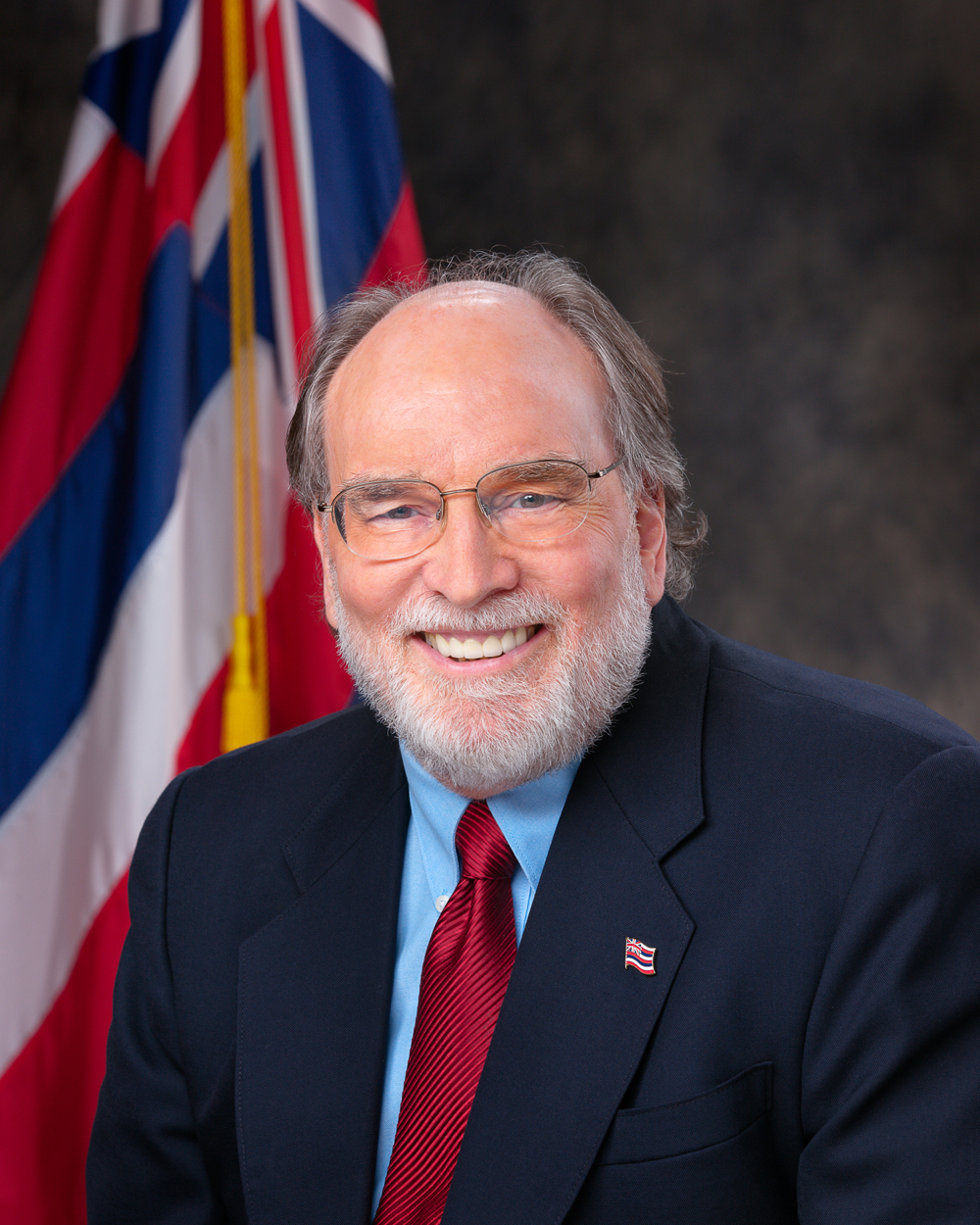
Neil Abercrombie

Neil Abercrombie (Buffalo, Nova York, 26 de junho de 1938) é um político norte-americano do Partido Democrata. Serviu como governador do Havaí de dezembro de 2010 até dezembro de 2014.